# Olympische Sommerspiele 1964/Teilnehmer (Venezuela)
| Gelbes Symbol für Goldmedaillen mit stilisierten Olympischen Ringen | Graues Symbol für Silbermedaillen mit stilisierten Olympischen Ringen | Braundes Symbol für Bronzemedaillen mit stilisierten Olympischen Ringen |
| ------------------------------------------------------------------- | --------------------------------------------------------------------- | ----------------------------------------------------------------------- |
| —                                                                   | —                                                                     | —                                                                       |

Venezuela nahm an den Olympischen Sommerspielen 1964 in Tokio mit einer Delegation von 16 Athleten (15 Männer und eine Frau) in 16 Wettbewerben in fünf Sportarten teil. Ein Medaillengewinn gelang keinem der Athleten.

## Teilnehmer nach Sportarten

### Judo
- Jorde Lugo
Mittelgewicht: in der Gruppenphase ausgeschieden

### Leichtathletik
Männer
- Arguímedes Herrera
100 m: im Halbfinale ausgeschieden
200 m: im Halbfinale ausgeschieden
4-mal-100-Meter-Staffel: 6. Platz

- Lloyd Murad
100 m: im Viertelfinale ausgeschieden
4-mal-100-Meter-Staffel: 6. Platz

- Hortensio Fucil
400 m: im Vorlauf ausgeschieden
4-mal-100-Meter-Staffel: 6. Platz

- Víctor Maldonado Flores
400 m: im Vorlauf ausgeschieden
400 m Hürden: im Viertelfinale ausgeschieden

- Rafael Romero
4-mal-100-Meter-Staffel: 6. Platz

- Héctor Thomas
Zehnkampf: Wettkampf nicht beendet

### Schießen
- José-Antonio Chalbaud
Schnellfeuerpistole 25 m: 40. Platz

- Edgar Espinoza
Freie Pistole 50 m: 28. Platz

- Enrico Forcella
Kleinkalibergewehr liegend 50 m: 15. Platz

- Agustin Rangel
Kleinkalibergewehr liegend 50 m: 57. Platz

### Schwimmen
Männer
- Téodoro Capriles
100 m Freistil: im Vorlauf ausgeschieden
400 m Freistil: im Vorlauf ausgeschieden

Frauen
- Anneliese Rockenbach
100 m Freistil: im Vorlauf ausgeschieden
100 m Rücken: im Vorlauf ausgeschieden

### Segeln
- Karsten Boysen
Finn-Dinghy: 29. Platz

- Daniel Camejo
Star: 16. Platz

- Juan Feld
Star: 16. Platz